# Drymadusella paghmana
Drymadusella paghmana är en insektsart som beskrevs av Bei-bienko 1967. Drymadusella paghmana ingår i släktet Drymadusella och familjen vårtbitare. Inga underarter finns listade i Catalogue of Life.